# Poloměsíčitá kost
Poloměsíčitá kost (latinsky: os lunatum) patří mezi kosti horní končetiny. Je uložená v proximální řadě zápěstních kůstek, mezi člunkovitou kostí (os scaphoideum) a trojhrannou kostí (os triquetrum). Proximální část kosti se přikládá k facies articularis carpea vřetenní kosti (radius). Distální ploška se dotýká hlavaté kosti (os capitatum), ulnárně se dotýká hákové kosti (os hamatum). Laterálně je na kosti ploška pro spojení s člunkovitou kostí, mediálně s trojhrannou kostí.
Poloměsíčitá kost může být vzácně postihnuta avaskulární nekrózou z neznáme příčiny, která se nazývá Kienböckova choroba. 